# Пресека Петровска
Пресека Петровска је насељено место у саставу општине Петровско у Крапинско-загорској жупанији, Хрватска. До територијалне реорганизације у Хрватској налазила се у саставу старе општине Крапина.

## Становништво
На попису становништва 2011. године, Пресека Петровска је имала 276 становника.

## Попис1991.
На попису становништва 1991. године, насељено место Пресека Петровска је имало 296 становника, следећег националног састава:
| Попис 1991.‍ | Попис 1991.‍ | Попис 1991.‍ | Попис 1991.‍ | Попис 1991.‍ |
| ----------- | ----------- | ----------- | ----------- | ----------- |
|             |             |             |             |             |
| Хрвати      | Хрвати      |             | 294         | 99,32%      |
| Срби        | Срби        |             | 1           | 0,33%       |
| непознато   | непознато   |             | 1           | 0,33%       |
| укупно: 296 |             |             |             |             |